# Plaza de la Constitución (Mexiko-Stadt)

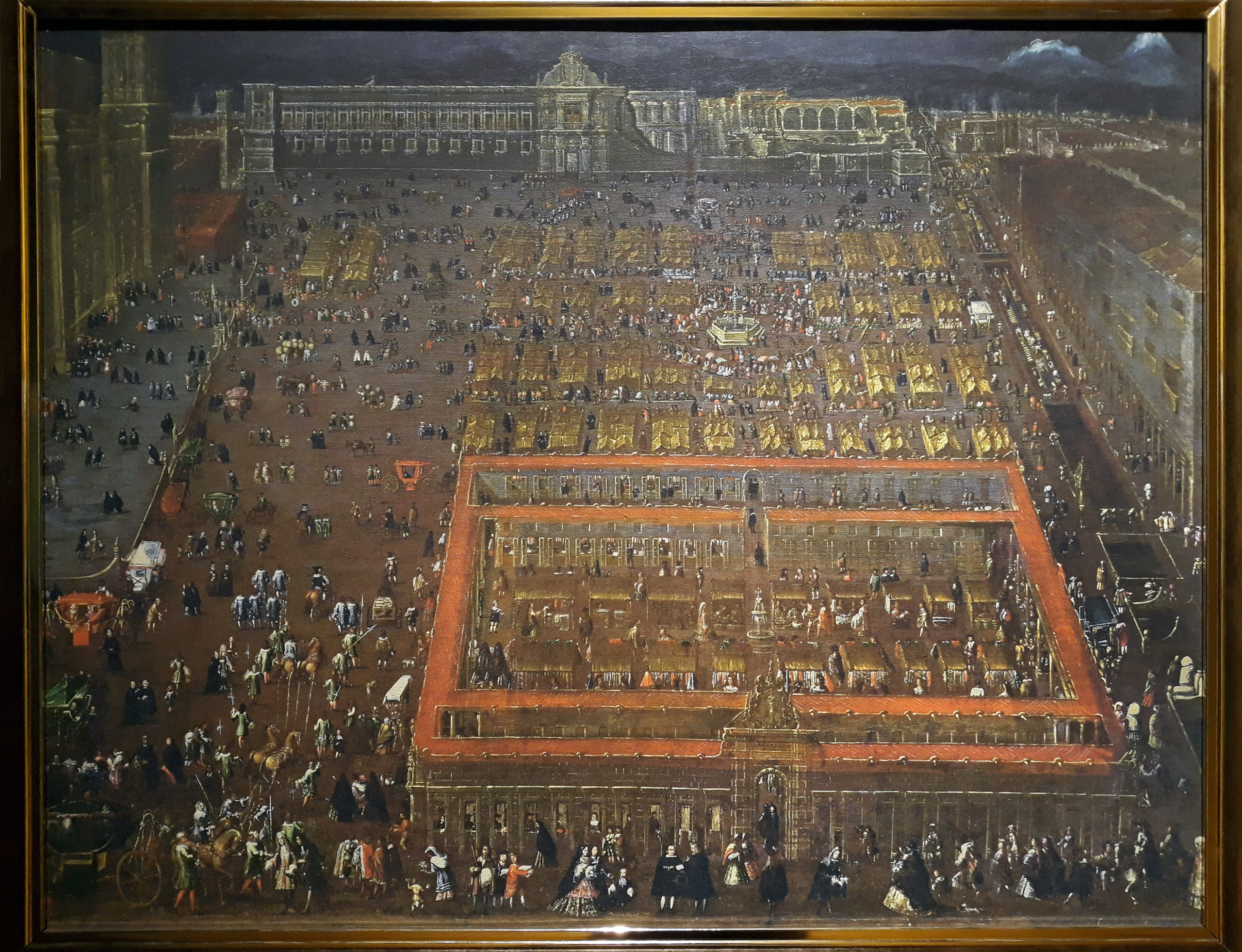
Aussicht auf die Plaza Mayor (Zócalo) von Mexiko-Stadt (ca. 1695) von Cristóbal de Villalpando.

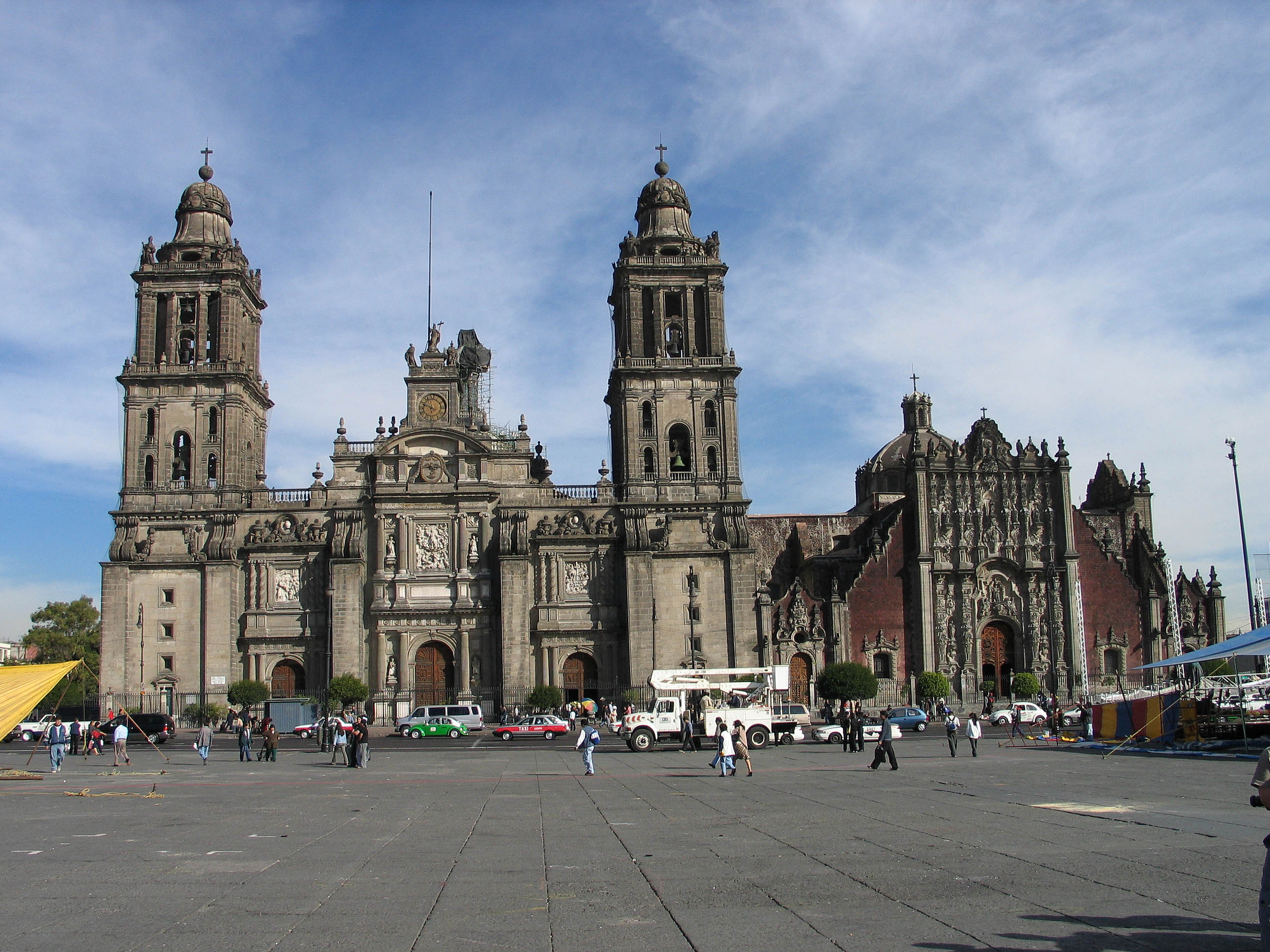
Die Kathedrale von Mexiko-Stadt an der Nordseite des Zócalo

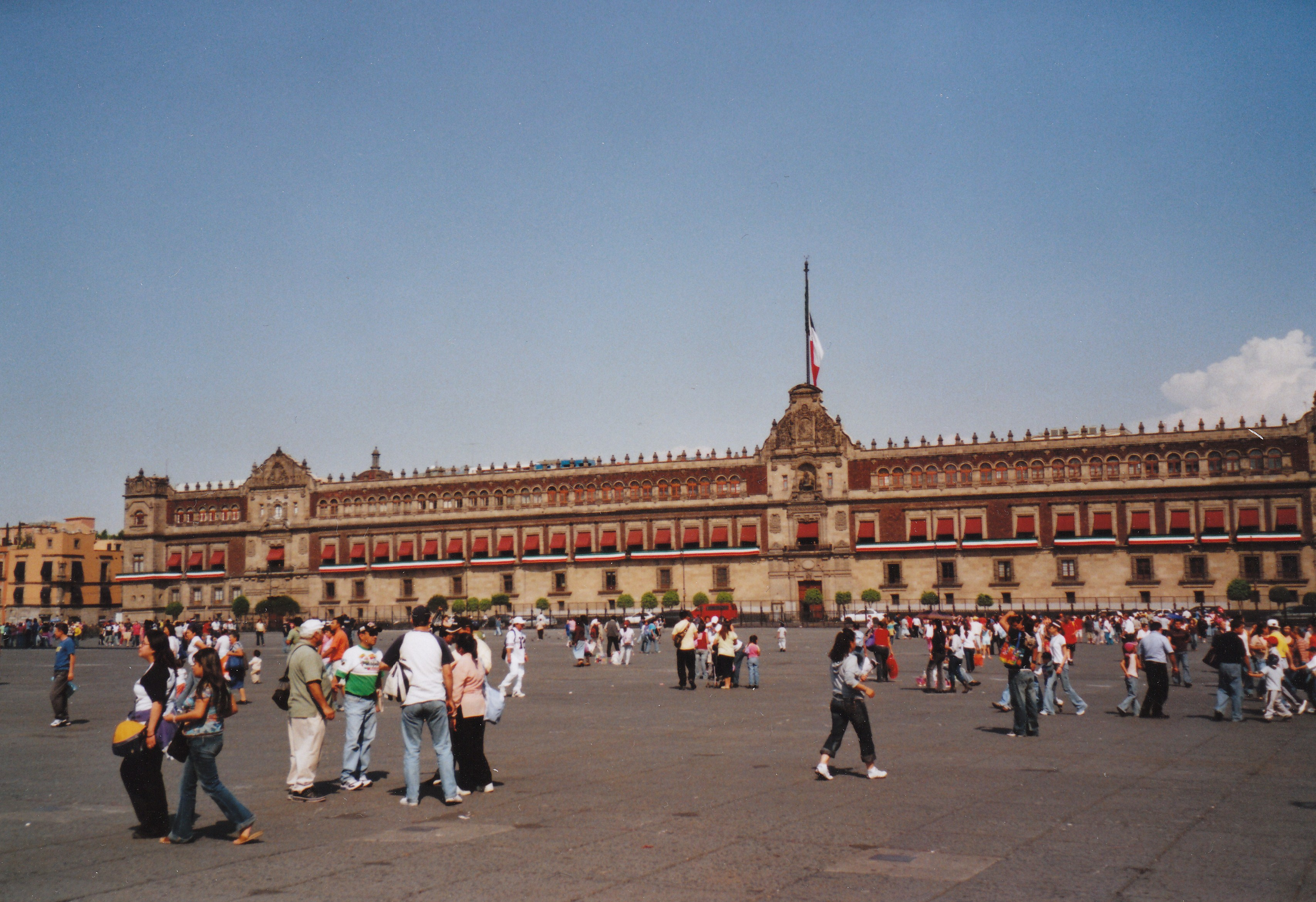
Der Nationalpalast nimmt die komplette Ostseite des Zócalo ein

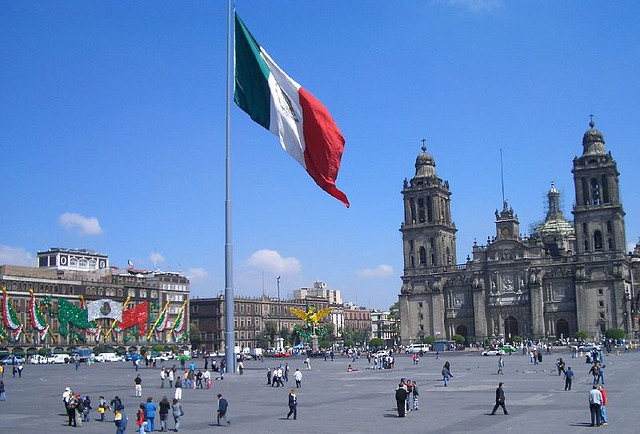
Der Plaza de la Constitución

Die Plaza de la Constitución (dt.: „Platz der Verfassung“), auch Zócalo (dt.: „Sockel“) genannt, ist der zentrale Platz von Mexiko-Stadt.
Der Zócalo von Mexiko-Stadt gehört zu den größten und bekanntesten Stadtplätzen der Welt. Gemessen zwischen den ihn begrenzenden Gebäudekanten betragen seine Ausmaße etwa 235 m in Ost-West- und 215 m in Nord-Süd-Richtung. Im Gegensatz zu vielen anderen Megastädten besitzt Mexiko einen eindeutigen Mittelpunkt, der nicht nur das Zentrum der Stadtregion von über 20 Millionen Einwohnern, sondern das Zentrum der nationalen Identität des ganzen Landes darstellt.
Zur Entstehung des Namens Zócalo gibt es mehrere Legenden. Die gängigste besagt, dass nach Beginn des Unabhängigkeitskriegs Mexikos gegen Spanien (1815) der Sockel alles war, was von der bis dahin den Platz beherrschenden Statue des verhassten spanischen Königs Karl IV. übrig blieb.
Am Zócalo befinden sich einige der wichtigsten Institutionen des Landes, darunter der Sitz des Präsidenten von Mexiko (Palacio Nacional, 1792), die Kathedrale von Mexiko-Stadt (Catedral Metropolitana, 1573–1667, die größte Kathedrale des Landes) und das Rathaus (Palacio Municipal, 1720, Sitz des Gouverneurs des Bundesbezirks (Distrito Federal) und des Stadtparlaments).
Vor der Eroberung und Vernichtung der aztekischen Hauptstadt Tenochtitlán, Mexikos Vorgängerstadt, durch die Spanier (1521) stand an der nordöstlichen Ecke der Palast des Königs Moctezuma II. (1465–1520).
Während der Olympischen Sommerspiele 1968 verlief über den Platz die Strecke des Marathonlaufs.